# Ginette Seguin
Ginette Seguin (ur. 19 kwietnia 1934 w Quebecu, zm. 21 maja 2019) – kanadyjska narciarka alpejska, uczestniczka zimowych igrzysk olimpijskich 1956 rozgrywanych w Cortina d’Ampezzo. Była babką Kim Lamarre brązowej medalistki z Soczi.

## Osiągnięcia

### Igrzyska olimpijskie
| Miejsce | Dzień       | Rok  | Miejscowość       | Konkurencja   | Czas biegu  | Strata   | Zwyciężczyni      |
| ------- | ----------- | ---- | ----------------- | ------------- | ----------- | -------- | ----------------- |
| 36.     | 27 stycznia | 1956 | Cortina d’Ampezzo | Slalom gigant | 2:16.6 min. | +20.1 s. | Rosa Reichert     |
| 18.     | 30 stycznia | 1956 | Cortina d’Ampezzo | Slalom        | 2:15.6 min. | +23.3 s. | Renée Colliard    |
| 33.     | 1 lutego    | 1956 | Cortina d’Ampezzo | Zjazd         | 1:58.2 min. | +33.0 s. | Madeleine Berthod |